# Linia kolejowa Równe – Sarny
Linia kolejowa Równe – Sarny – linia kolejowa na Ukrainie łącząca stację Równe ze stacją Sarny. Zarządzana jest przez Kolej Lwowską (oddział ukraińskich kolei państwowych). Jest to fragment linii Równe – Baranowicze – Wilno.
W całości znajduje się w obwodzie rówieńskim.
Linia na całej długości jest jednotorowa i niezelektryfikowana.

## Historia
Linia ta stanowi fragment dawnej poleskiej drogi zależnej Równe – Wilno, powstałej w XIX w. w carskiej Rosji. W latach 1918–1945 położona była w Polsce, następnie w Związku Sowieckim (1945 - 1991). Od 1991 leży na Ukrainie.